# 1406 en santé et médecine
| Années de la santé et de la médecine : 1403 - 1404 - 1405 - 1406 - 1407 - 1408 - 1409    |
| Décennies de la santé et de la médecine : 1370 - 1380 - 1390 - 1400 - 1410 - 1420 - 1430 |

Cet article présente les faits marquants de l'année 1406 en santé et médecine.

## Événements
- Fondation de l'hôpital Saint-Pierre à Dubrovnik, capitale de la république de Raguse, par Sir Marin de Bodazia[1].
- Fondation de l'hôpital Saint-Maur-des-Fossés à Viller, près de Lunéville, par Marguerite de Wittelsbach, duchesse de Lorraine, et Charles le Hardi, son mari[2].
- Fondation à Namur par la confrérie de Saint-Jacques et par le comte et la comtesse de Namur, Guillaume II et Jeanne d'Harcourt, de l'hôpital Saint-Jacques d'abord destiné aux « pauvres passants[3] ».
- Fondation à Cholet en Anjou, par Thibaut Carté, d'une aumônerie placée sous le patronage de saint Julien et destinée à l'accueil des « pauvres malades[4] ».
- Le roi Taejong, troisième roi de la dynastie coréenne Joseon, institue les uinyeo (en), littéralement « femmes médecins », qui, dans les centres de santé populaires, donnent aux femmes des soins que les tabous sociaux leur interdiraient de recevoir d'un homme[5].
- Jean Bocart, chirurgien itinérant de Clermont, en Auvergne, s'engage pour cinquante sous tournois à guérir le fils d'un laboureur de Figeac de la maladie de la pierre[6].
- 1405-1406 : fondation à Milan en Italie de l'Officium pietatis pauperum, chargé d'organiser l'assistance aux pauvres et leur placement dans les hospices[7].

## Publications

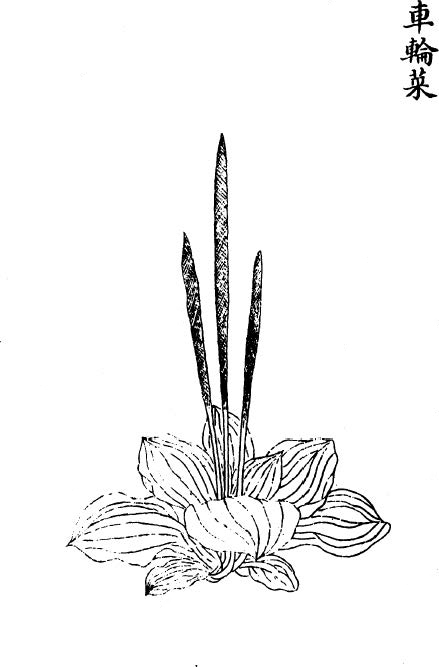
« Grand Plantain »
Jiuhuang Bencao (1778)

- Parution en Chine du Jiuhuang Bencao (en) (« Herbier pour soulager la famine »), édité par Zhou Dingwang (1382-1425)  sous le patronage du prince impérial Zhu Xiao (1380-1425), premier manuel illustré de botanique, ouvrage principalement consacré, comme son titre l'indique, aux plantes utiles comme aliments de famine[8].
- Parution en Chine du Puji Fang (« Prescriptions de santé publique »), édité par le professeur de médecine Teng Shuo et par Liu Chun sous le patronage du prince impérial Zhu Xiao, recueil en cent soixante-huit volumes et dont les éditions, augmentées sous la dynastie Qing, contiendront jusqu'à plus de soixante mille entrées[9].

## Décès
- Gutleben (né à une date inconnue), médecin appointé de la ville de Bâle où, après sa mort, aucun médecin juif ne résidera plus pendant quatre cents ans, sauf Helyas Sabatti en 1410 pendant trois mois[10].